# Bundesliga de 1985–86
A Primeira Divisão do Campeonato Alemão de Futebol da temporada 1985-1986, denominada oficialmente de Fußball-Bundesliga 1985-1986, foi a 23º edição da principal divisão do futebol alemão. O campeão foi o FC Bayern München que conquistou seu 9º título na história do Campeonato Alemão.

## Premiação
| 1. Fußball-Bundesliga 1985-1986         |
| Baviera                                 |
| --------------------------------------- |
| FC BAYERN MÜNCHEN Bicampeão (9º título) |